# Salsa verde
La salsa verde è una famiglia di salse fredde e crude, generalmente a base di erbe tritate ed aceto, presenti nelle cucine di numerosi Paesi.
Ne fanno parte la salsa verde spagnola e italiana, una ampia serie di sauce verte francesi, la grüne Soße tedesca, la greensauce britannica e il chimichurri argentino. Queste salse risalgono all'antichità e sono sempre state utilizzate in molti modi diversi, soprattutto se servite fredde con pesce, carne, verdure e insalate.

## Storia

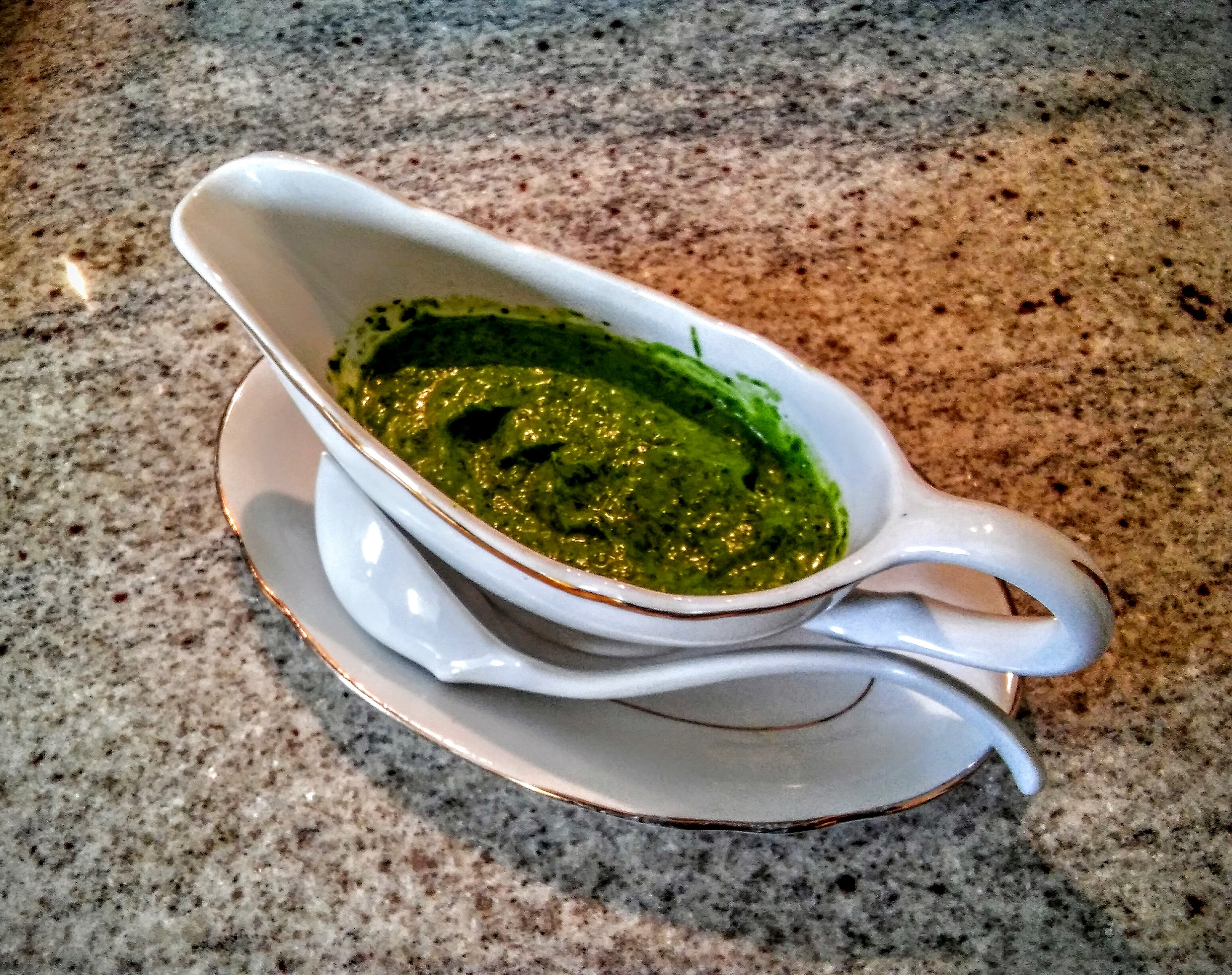
Salsa verde

La salsa verde ha una lunga storia in molte parti d'Europa. Era sicuramente presente nel Medioevo e potrebbe risalire al periodo classico.
Nell'antica Mesopotamia le carni venivano servite con aglio e verdure crude e un liquido (probabilmente aceto).
Nella Roma antica, le salse avevano diverse denominazioni a seconda del loro colore; salsa viridis è la salsa verde (usata da Apicio: Ius viride in avibus, pollo in salsa verde, la salsa è agrodolce con vino, olio, aceto, spezie e verdure tra cui coriandolo e aneto).
Nel Medioevo, intorno al 1190, Alexander Neckam cucinava il suo pesce cum viridi sapore, utilizzando salvia, prezzemolo e dittamo e nello stesso periodo l'Anonimo andaluso fornisce un “pollo verde” con aceto, succo di coriandolo verde, olio d'oliva con coriandolo verde, rametti di finocchio e foglie di cedro. Nel XIV secolo, in un trattato compare una ricetta per una salsa verde con zenzero, cannella, noce moscata, chiodi di garofano, prezzemolo e salvia. La salsa verde è menzionata nelle Poésies des Troubadours [...] negli Statuti dati ai Sauciers nel 1394. Alcune delle diciassette salse indicate dal Queux di Carlo VII, come la salsa verde, la salsa di Robert, ecc. sono sopravvissute fino ai giorni nostri, si legge in La Vie privée des Français.
Nel XVI secolo Henri Sauval menziona una "aalsa verde, a base di zenzero e agresto, con prezzemolo fresco e grani di pepe verde che si metteva sul pane bianco". La Varenne (1684) dà la ricetta della salsa verde a base di germogli di grano giovane e pane resa famosa da Rabelais, François Marin la utilizza quasi invariata nel 1758, poi nel Dictionnaire de l'Académie nel 1798.
Nel XIX secolo, gli antenati delle ordierne salse verdi compaiono nella salsa verde di Menon a base di succhi di erbe (crescione, cerfoglio, dragoncello, corno di cervo e insalata) in un coulis e nella salsa emulsionata di Archambault (1821) tinta di verde di spinaci. Da questo momento in poi, i riferimenti alla salsa verde divennero frequenti nei testi di cucina e lo sono tuttora.

## Italia
La salsa verde italiana si prepara tritando abbondante prezzemolo con i capperi e le acciughe sott'olio, queste ultime non sempre indispensabili. La consistenza di una salsa si dà aggiungendo una dose generosa di olio di oliva. Alcune varianti consistono nell'aggiunta al trito di piccole quantità di cipolla, aglio, basilico, cetriolo oppure di un uovo sodo triturato, che alcuni ritengono qui elemento fondamentale; anziché il cetriolo è possibile aggiungere pane simile a galletta o azzimo, prima intinto in aceto, in modo da rendere meno liquida la salsa verde: la preparazione richiede che il composto sia abbastanza omogeneo, quindi per esempio con l'utilizzo di frullatori adeguati.
È un condimento tipico del bollito misto ed è simile al bagnet verd.

## Argentina
Il Chimichurri è una salsa verde utilizzata in Argentina e in altre parti dell'America Latina, i cui ingredienti principali sono prezzemolo, origano, aglio, aceto, olio, peperoncino macinato e un po' di sale. Si tratta in genere di una salsa piccante usata per accompagnare carni alla griglia o per marinare pesce e pollame.

## Francia
In Francia esistono una varietà di salse verdi, che prendono il nome di Rémoulade, Persillade, Ravigoté, Gribiche, Salsa tartara e Salsa Vincent.

## Germania

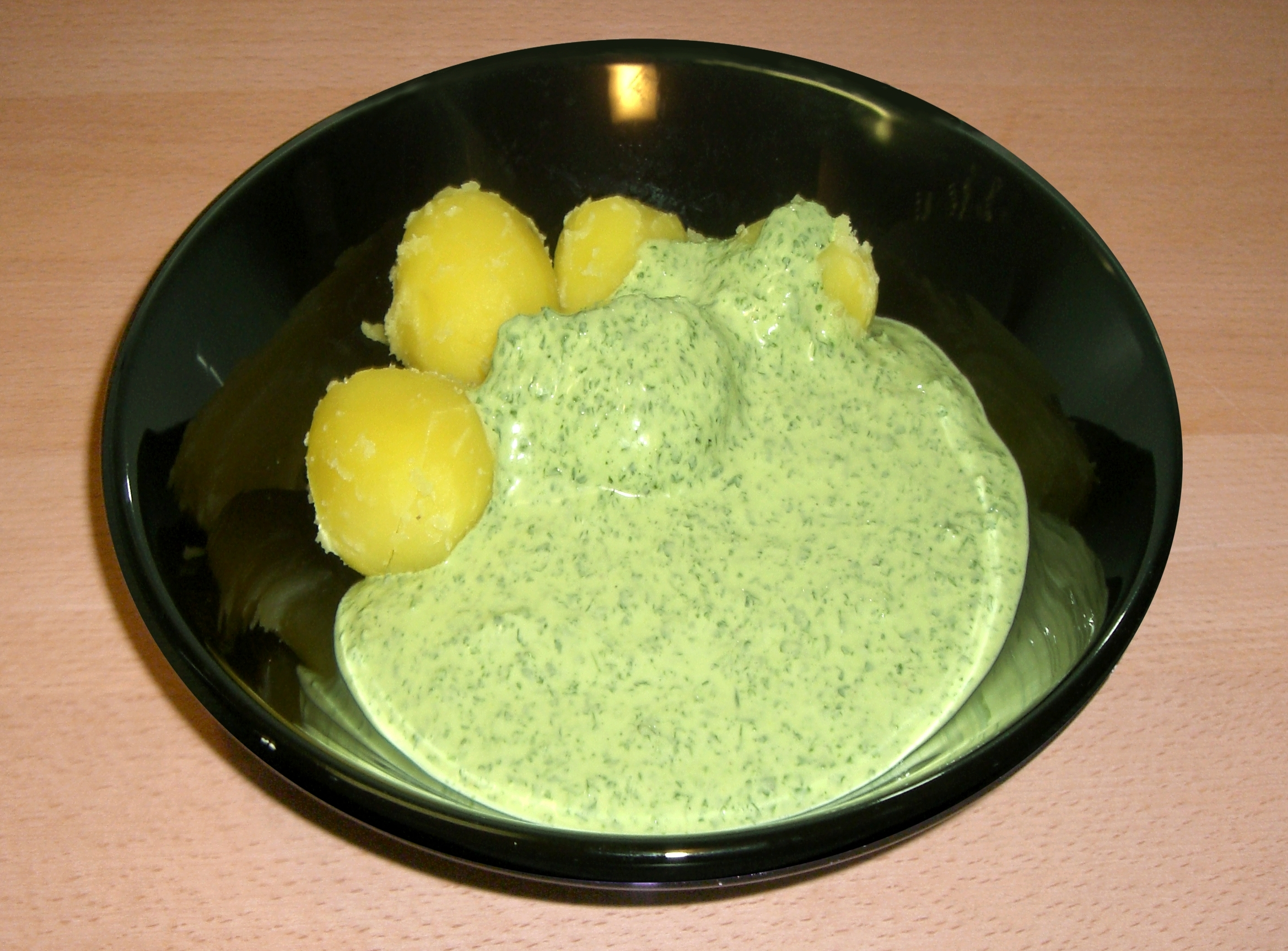
Salsa verde tedesca del tipo Frankfurter

In Germania vengono preparate principalmente due tipi di salsa verde: la Frankfurter Grüne Soße e la Nord- und Mittelhessische Grüne Soße.
La Grüne Soße di Francoforte sul Meno (dove viene talvolta chiamata Grie Soß) è preparata con sette erbe fresche: prezzemolo, erba cipollina, cerfoglio, borragine, acetosella, crescione e ruta, insieme a panna acida, olio, aceto, senape, sale e aggiunta di uova sode. Varianti di altre aree locali, che spesso variano a seconda della stagione, possono comprendere aneto, scalogno, levistico, melissa e persino spinaci.
Questa salsa viene servita fredda con patate lesse sbucciate o semplicemente con pane di segale, come accompagnamento a uova sode o arrosto di manzo. Può anche essere servita con pesce o arrosto di manzo cotti, o come contorno al barbecue. Una specialità locale di cotoletta, chiamata Frankfurter Schnitzel, viene sempre servita con la salsa verde, insieme al sidro di mele (Apfelwein) come bevanda tradizionale di accompagnamento.

## Porto Rico
- Pique verde boricua